# Fosamprenavir
Fosamprenavir (fAPV, Handelsname: Telzir, Hersteller: GlaxoSmithKline) ist ein Arzneistoff, der in oralen Darreichungsformen zur Therapie von HIV-Infektionen und AIDS Anwendung findet. Es gehört zur Gruppe der HIV-Proteaseinhibitoren, die gewöhnlich mit anderen antiviralen Arzneistoffen kombiniert werden. Vgl. HAART, NNRTI, NRTI.
Fosamprenavirhaltige Tabletten und Suspension wurden von Glaxo Wellcome entwickelt und im Juli 2004 von der Europäischen Kommission für die Therapie von vorbehandelten Patienten mit HIV-Infektion in der EU zugelassen.

## Indikation und Wirksamkeit
Das Arzneimittel ist bei HIV-Infektionen bei Erwachsenen zugelassen. Fosamprenavir selbst ist nicht wirksam, erst der Metabolit Amprenavir – selbst ebenfalls als Arzneistoff verwendbar – entfaltet die antivirale Wirkung. In der Regel wird Fosamprenavir mit niedrig dosiertem Ritonavir kombiniert, einem zweiten HIV-Proteaseinhibitor, der den Abbau von Fosamprenavir hemmt. Fosamprenavir verbleibt dadurch im Dosierungsintervall in ausreichend hoher Konzentration im Organismus.

## Wirkmechanismus, Pharmakokinetik
Fosamprenavir ist eine Weiterentwicklung des HIV-Proteaseinhibitors Amprenavir. Durch Veresterung mit Phosphorsäure wurde aus Amprenavir ein Prodrug mit verminderter Lipophilie, das eine bessere Resorption aus dem Gastrointestinaltrakt ermöglicht. Schon während der Resorption wird Fosamprenavir zu Amprenavir hydrolysiert. Dieses wird im Blut beinahe vollständig an Plasmaproteine gebunden.
Die Wirkung besteht in der Hemmung der viralen HIV-Protease, wodurch in der Wirtszelle keine infektiösen Viren mehr gebildet werden können.
Abbau und Ausscheidung erfolgt über Leber und Stuhl, wobei dem Cytochrom P450 Enzymsystem die entscheidende Rolle zukommt.

## Nebenwirkungen, Kontraindikationen
Häufig beobachtet man Kopfschmerzen, Schwindel, Müdigkeit, Übelkeit, Erbrechen, Diarrhö sowie Exantheme. Diese können unter Umständen zu lebensgefährlichen Komplikationen und Therapieabbruch führen.
Der Abbaumechanismus über die Leber hat zahlreiche Interaktionen mit anderen Arzneistoffen zur Folge. Besonders die Kombination Fosamprenavir/Ritonavir, beides Hemmer des Cytochrom CYP3A4 Isoenzyms, verschärft diese Situation entscheidend. Behandlungen mit zusätzlichen Medikamenten bedürfen daher einer sorgfältigen Kontrolle.